# 27982 Atsushimiyazaki
27982 Atsushimiyazaki è un asteroide della fascia principale. Scoperto nel 1997, presenta un'orbita caratterizzata da un semiasse maggiore pari a 2,8430548 UA e da un'eccentricità di 0,1248024, inclinata di 5,36620° rispetto all'eclittica.